# 梶山広司
梶山 広司（かじやま ひろし、1953年6月13日 - ）は、神奈川県出身の元体操競技選手。日本大学生物資源科学部教授。

## 人物
1976年モントリオールオリンピック体操男子団体金メダリスト（この時世界で初めて鉄棒で「後方2回宙返り2回ひねり下り＝新月面宙返り」を成功させている）。

## 成績
- 1973年 モスクワユニバーシアード（ソビエト）団体総合銀メダル、ゆか銀メダル、あん馬銀メダル
- 1974年 ヴァルナ世界選手権（ブルガリア）団体総合金メダル、ゆか銀メダル、跳馬銅メダル、個人総合4位
- 1974年 中日杯 個人総合優勝
- 1975年 リガ国際（ソビエト：現ラトビア）個人総合優勝
- 1975年 全日本選手権 個人総合優勝
- 1975年 中日杯 個人総合優勝
- 1975年 FIG体操ワールドカップロンドン大会（イギリス）個人総合銀メダル
- 1976年 モントリオールオリンピック（カナダ）団体総合金メダル、跳馬銅メダル、個人総合5位
- 1977年 ソフィアユニバーシアード（ブルガリア）個人総合、ゆか優勝
- 1978年 NHK杯個人総合 優勝
- 1978年 ストラスブール世界選手権（フランス）団体総合金メダル、平行棒銀メダル、個人総合5位
- 1979年 フォートワース世界選手権（アメリカ）団体総合銀メダル
- 1980年 モスクワオリンピック（ソビエト）代表　※日本不参加